# Winzerschule des Staatsweinguts
Die ehemalige Winzerschule des Staatsweinguts liegt in der Hoflößnitzstraße 60 im Stadtteil Oberlößnitz der sächsischen Stadt Radebeul. Das ehemalige Schul- und Verwaltungsgebäude der sächsischen Weinbau-Versuchs- und Lehranstalt enthielt eine Kellerei; als Verwaltung des Sächsischen Staatsweinguts, einer Anstalt der Landwirtschaftskammer Sachsen, beherbergte es zudem die Vorstandswohnung. Heute dient das 1928 eingeweihte, denkmalgeschützte Gebäude als Wohnhaus. Das Grundstück liegt im Denkmalschutzgebiet Historische Weinberglandschaft Radebeul sowie im Landschaftsschutzgebiet Lößnitz.

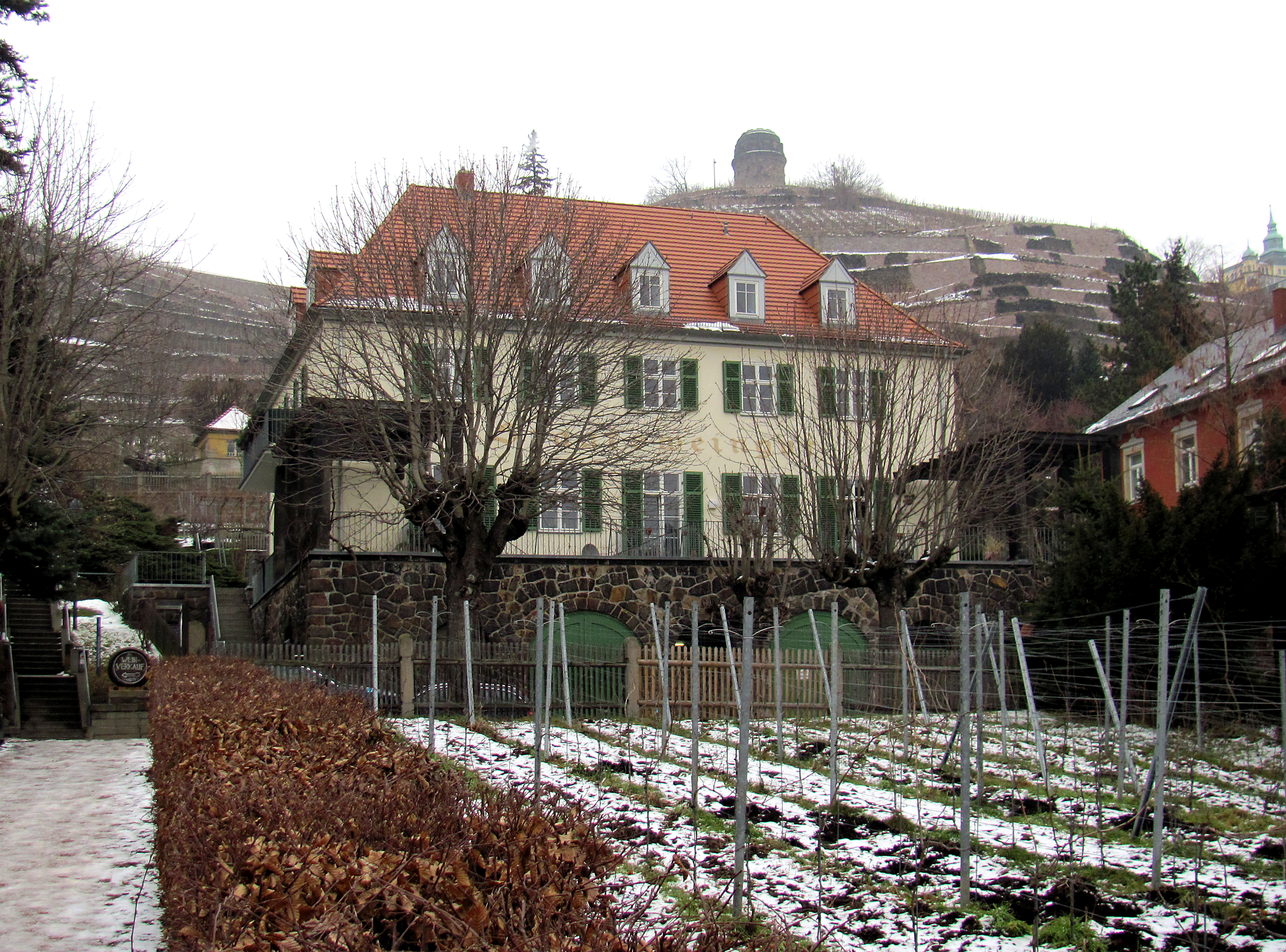
Winzerschule des Staatsweinguts

## Beschreibung

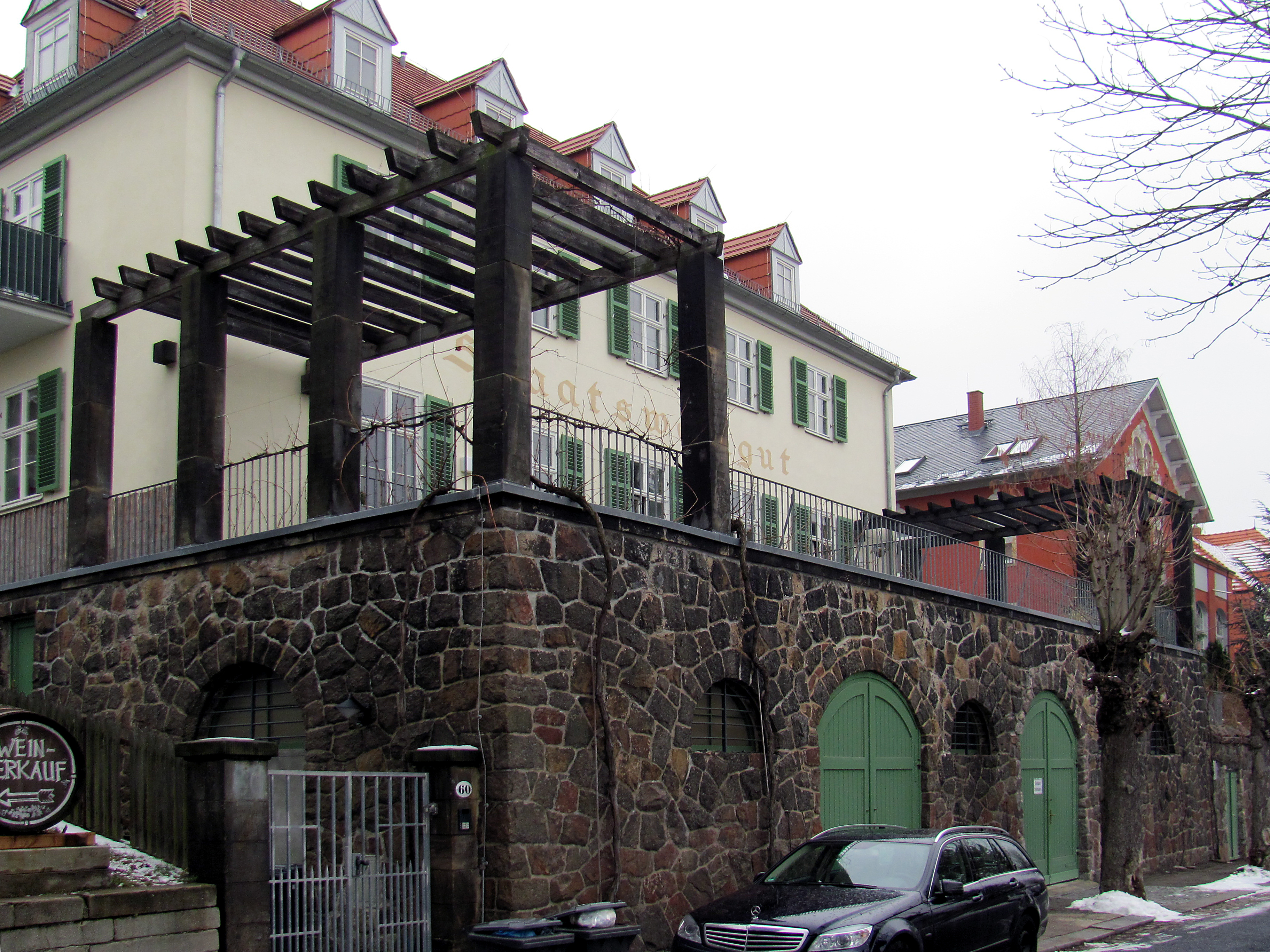
Winzerschule des Staatsweinguts: Substruktion und Pergolen

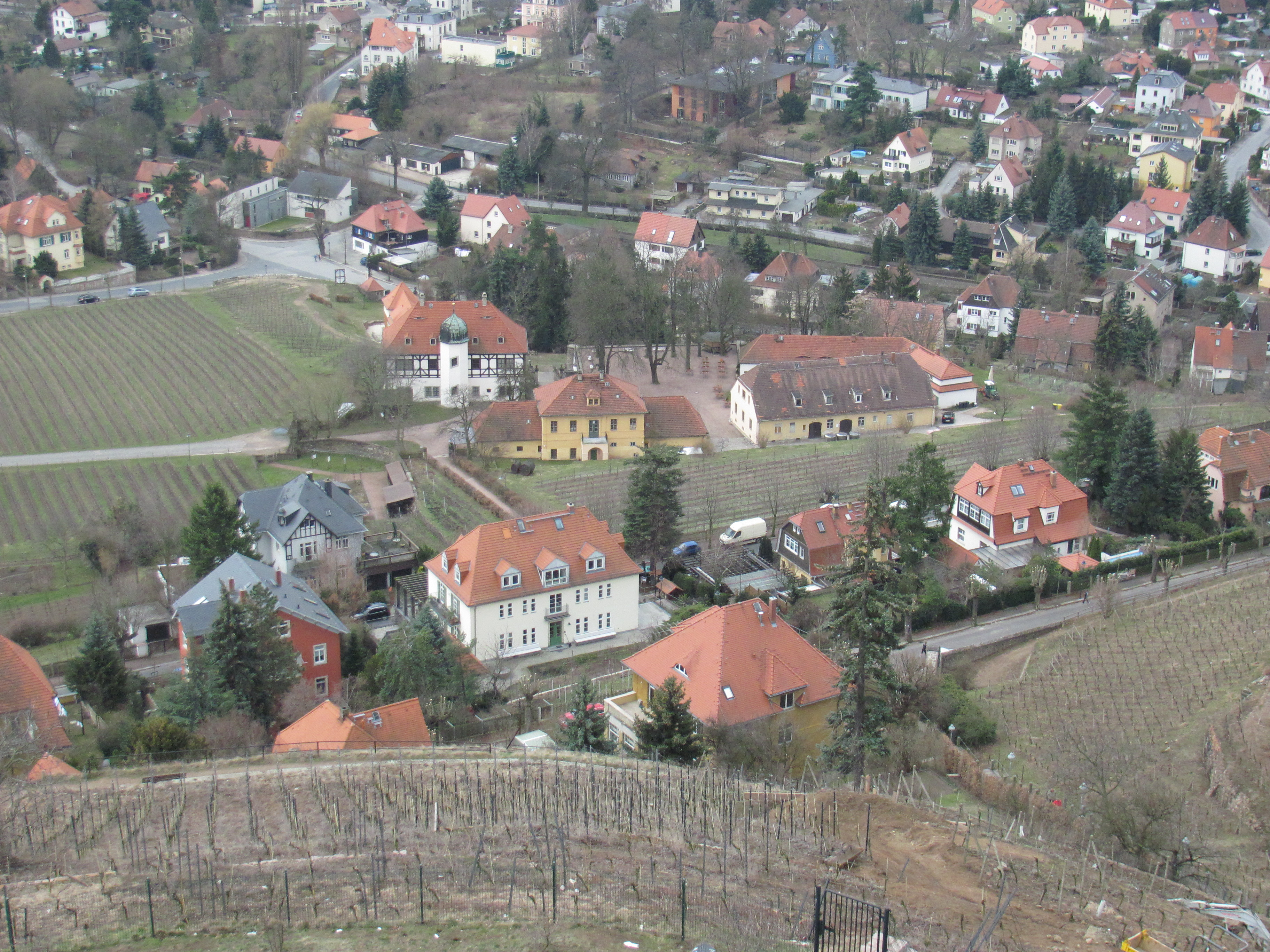
Ehemalige Winzerschule und Hoflößnitz, von Bismarckturm aus

Das Grundstück liegt am Fuß der Weinbau-Steillage der Lößnitz-Weinberge, oberhalb der quer zum Hang verlaufenden Hoflößnitzstraße. An dieser steht eine hohe Bruchstein-Substruktion mit Toren (eines datiert mit 1927), hinter denen sich die Kellereiräume befanden. Obenauf stellt die Substruktion eine weite Terrasse nach Süden dar, begrenzt von einem schlichten Gitter. Auf beiden Seiten stehen Pergolen auf Sandsteinpfeilern.
Auf der Bergseite der Terrasse steht das zweigeschossige Gebäude, fünfachsig entlang der Straße und zweiachsig in der Tiefe. Obenauf sitzt ein hohes, ziegelgedecktes Walmdach mit je einer Giebelgaube je Fensterachse. In der Straßenansicht ist zwischen den Geschossen die Inschrift Staatsweingut angebracht.
Das schlicht verputzte Haus wurde „im strengen Heimatstil“ errichtet, was in der Radebeuler Denkmaltopografie synonym für Heimatschutzstil verwendet wird. Die Fenster werden von Klappläden eingerahmt; die Haustür auf der Nordseite wird von Sandstein einfasst, über dieser findet sich ein kleiner Balkon.
Rechts des Hauptbaus steht ein eingeschossiges Nebengebäude ebenfalls mit einem Walmdach.

## Geschichte
Im Jahr 1913 wurde die Vereinigung zur Förderung des Weinbaus in der Lößnitz gegründet, die im selben Jahr noch auf einer 4000 m² großen Pachtfläche bei der Hoflößnitz eine Rebschule und einen Rebschnittgarten einrichtete. Ziel war es, nach der Reblauskatastrophe in den 1880er Jahren für die Wiederaufrebung geeignete Pflanzreben zu erzeugen und die Winzer in den benötigten neuen Methoden auszubilden.
Unterstützend gründete sich 1921 die Weinbaugenossenschaft eGmbH Oberlößnitz. Diese hatte das satzungsgemäße Ziel: „Errichtung und Betrieb  eines Beispielsrebenbaues und einer Beispielskeltereiwirtschaft, sowie Beschaffung der Reben und Verwertung der Trauben und Verkauf fertiger Weine für die Mitglieder“.
Der Landeskulturrat übernahm 1925 die Trägerschaft über die Rebschule der Fördervereinigung mit deren zwischenzeitlich auf 2,5 Hektar angewachsener Anbaufläche. Daraus entstand ein staatliches Weinbau-Mustergut, das ab Anfang 1927 als Weinbau-Versuchs- und Lehranstalt. Haupt-Rebenzüchtungsstation der Landwirtschaftskammer des Freistaates Sachsen, Schloß Hoflößnitz-Oberlößnitz firmierte. Die Leitung der Domäne lag in den Händen des bereits in der Lößnitz wirkenden Önologen Carl Pfeiffer.
Das Sächsische Wirtschaftsministerium hatte bereits im September 1926 das nördlich der Hoflößnitz sowie unmittelbar östlich am Fuß der Spitzhaustreppe gelegene Grundstück für einen Verwaltungssitz der Anstalt erworben. Der Entwurf des Verwaltungsbaus mit Winzerschule erfolgte durch den Architekten Siegfried Nagel vom Landbauamt Dresden (oder Oberbaurat Heinrich Koch). Die Errichtung des Gebäudes erfolgte durch den Architekten Johannes Eisold, die Einweihung fand am 27. Oktober 1928 statt. Neben Verwaltungs- und Schulungsräumen waren insbesondere ein Forschungslabor sowie eine moderne Kellerei mit Gär- und Lagerkellern vorhanden. Die zur Anstalt zugeordnete Rebfläche erhöhte sich im Laufe der Jahre auf sieben Hektar.
Im Staatsweingut wurde 1931 zur Verbesserung der Attraktivität der Elbtalweine die sogenannte Sachsenkeule entwickelt, eine ursprünglich grüne Weinflasche in Keulenform. Diese stellt ähnlich wie der Bocksbeutel für Frankenweine ein Alleinstellungsmerkmal für reinen Sachsenwein dar.
Nach dem Zweiten Weltkrieg wurde die Einrichtung an das Staatsweingut Radebeul-Lößnitz angegliedert, mit dem es 1950 im Volksweingut Lößnitz aufging.